# 臺灣臺南地方法院
22°59′03″N 120°10′20″E / 22.984253°N 120.172134°E
臺灣臺南地方法院，是中華民國的三級法院之一，屬於普通法院，通常又被簡稱為臺南地方法院、臺南地院或南院。

## 沿革

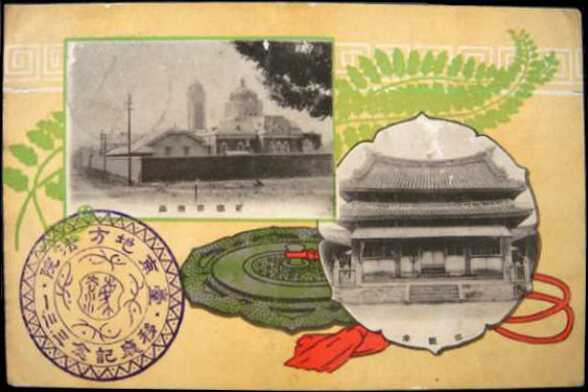
臺南地方法院移廳記念繪葉書，可見安平縣文廟時期之廳舍

今日臺南地方法院的前身可追溯至日治時期，1895年日本領臺後，開始著手將西方司法制度引入。原先係將包括臺南縣的三縣一廳之司法事務交由各該地方行政機關掌理；不久因台灣抗日活動有愈演愈烈之勢，日本遂對臺灣全島施行軍政至1896年3月31日止。
在軍政期間，臺灣總督府曾於1895年10月7日，以軍事命令發布「台灣總督府法院職制」。依據該命令，台灣除設置總督法院外，另設11個支部，台灣總督府法院台南支部是其一，此即今日台南地方法院的前身。
值得一提的是，上開命令之所以用「法院」而不以日本本土慣用之「裁判所」稱呼審判機關，乃是因為當時台灣雖實行軍政，然而統治者不願逕以「軍事法庭」為名，因此另外創設「法院」一詞代之。此一名詞後來沿用至日治終了以迄今日，台灣審判機關也就意外地因此一原因而在日治時期即冠以「法院」之名。

### 草創時期
- 1896年，台灣改行民政，發布律令第一號「台灣總督府法院條例」調整法院組織，同年7月15日台南地方法院等13座地方法院即依該條例正式成立。當時規定，本院除管轄約當今台南地區的司法案件外，亦有權管轄當時三縣一廳中的台南縣（約當今台南、高雄、屏東地區）及澎湖島廳（澎湖群島）內的涉外事件。
- 1898年7月19日總督府改正「臺灣總督府法院條例」後，將全台地方法院整併為台北地方法院、台中地方法院及本院共3座，其中本院下轄嘉義、鳳山、澎湖等出張所。
- 本院於日治初期，原先以原來清代安平縣的文廟所在地作為院址。

### 日治舊址

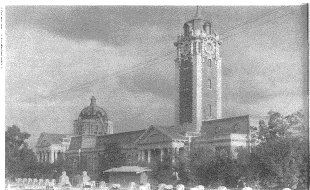
臺南地方法院日治舊棟；圖中高塔因天災龜裂已於1969年拆除。

- 1909年，撤銷本院原先所設之嘉義出張所，相關業務歸併本院。
- 本院於日治時期轄區十分廣大，最晚至1909年10月以前，即包括的現在的雲林縣、嘉義縣、嘉義市、台南市、高雄市、屏東縣、澎湖縣、花蓮縣及台東縣等地區。1909年10月，日本政府將台灣日治時期行政區劃改為十二廳以後，其中的花蓮港廳（今花蓮縣）及台東廳（今台東縣）始改由台北地方法院宜蘭出張所管轄。
- 1912年，本院新建築落成啟用，位於馬兵營（後編為南門町二丁目）。建築主體莊嚴宏偉、美觀典雅，屬巴洛克式建築，名列日治時期臺灣三大建築之一。
- 1919年，因本院轄區廣大，原嘉義出張所之轄區設立台南地方法院嘉義支部以分擔業務，嘉義支部管轄範圍包括今雲林縣、嘉義縣市等地。
- 1925年7月1日，成立台南地方法院高雄出張所。

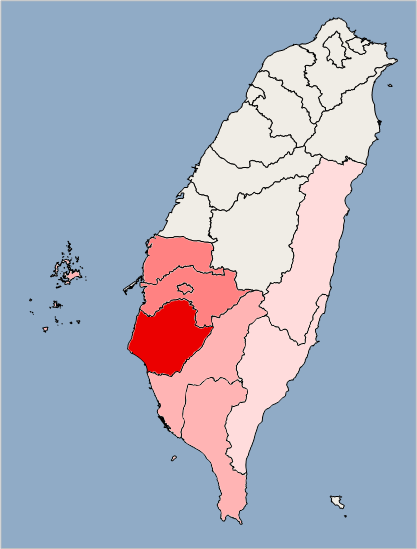
台南地方法院管轄區域變動圖
■■■■　 ？　？　~1909年10月
■■■　1909年10月~1940年12月
■■　　1940年12月~1947年 2月
■　　　1947年 2月至今

- 1933年3月15日，本院高雄出張所改制為台南地方法院高雄支部，高雄支部管轄範圍包括高雄州（包括今高雄市、屏東縣）及澎湖廳（1926年由高雄州分出，今澎湖縣）等地。
- 1940年12月20日，高雄支部再改制為高雄地方法院，前述高雄支部管轄之地域改隸新成立之法院。

### 戰後
- 1945年，國民黨接收台灣，台灣高等法院指派時任本院判官（即現在之法官）的洪壽南先生（後曾任司法院副院長、總統府資政等職）兼代院長並辦理接收事宜；12月21日，國府於調整行政區名稱之同時並正式將台南地方法院之全稱改為今名臺灣臺南地方法院，轄區與日治時期相同。
- 次日（1945年12月22日），本院嘉義支部改名為嘉義分院。
- 1947年3月1日，本院嘉義分院改制為臺灣嘉義地方法院，相當於今日之雲林縣、嘉義縣市之區域改隸新成立之法院。至此，本院所轄僅餘今台南市之區域迄今。
- 1991年，成立臺南、新營（今柳營簡易庭）、新市3處簡易庭，並同時受理簡易訴訟案件。
- 同年，本院建築列為國家二級古蹟。
- 2001年，本院遷至位於臺南市安平區五期重劃區新建之法院大樓，距原址約3公里。

## 管轄區域
| 庭區       | 管轄區域 | 備註                                                                 |
| ---------- | --- | -------------------------------------------------------------------- |
| 臺南簡易庭 | 臺南市中西區 臺南市東區 臺南市南區 臺南市北區 臺南市安平區 臺南市安南區 臺南市歸仁區 臺南市仁德區 臺南市關廟區 臺南市龍崎區                                                                                     | 簡易庭受理第一審民、刑事訴訟簡易事件及違反社會秩序維護法案件之審理。 |
| 新市簡易庭 | 臺南市永康區 臺南市新市區 臺南市新化區 臺南市山上區 臺南市左鎮區 臺南市玉井區 臺南市楠西區 臺南市南化區 臺南市善化區 臺南市大內區 臺南市安定區                                                                  | 簡易庭受理第一審民、刑事訴訟簡易事件及違反社會秩序維護法案件之審理。 |
| 柳營簡易庭 | 臺南市新營區 臺南市柳營區 臺南市鹽水區 臺南市後壁區 臺南市白河區 臺南市東山區 臺南市佳里區 臺南市西港區 臺南市七股區 臺南市麻豆區 臺南市下營區 臺南市六甲區 臺南市官田區 臺南市學甲區 臺南市北門區 臺南市將軍區 | 簡易庭受理第一審民、刑事訴訟簡易事件及違反社會秩序維護法案件之審理。 |

## 組織
- 院長
- 新市簡易庭
- 柳營簡易庭
- 柳營普通庭
- 臺南簡易庭
- 民事執行處
- 家事庭
- 少年庭
- 行政訴訟庭
- 刑事庭
- 民事庭
- 行政庭
- 書記處
  - 刑事紀錄科
  - 法警室
  - 通譯室
  - 訴訟輔導科
  - 文書科
  - 研考科
  - 總務科
  - 簡易庭紀錄科
  - 少年家事紀錄科
  - 刑事紀錄科
  - 民事紀錄科(非訟中心)
  - 民事執行紀錄科
- 公設辯護人室
- 調查保護室
- 公證處
- 提存所
- 登記處
- 人事室
- 會計室
- 政風室
- 統計室
- 資訊室

## 古蹟特色

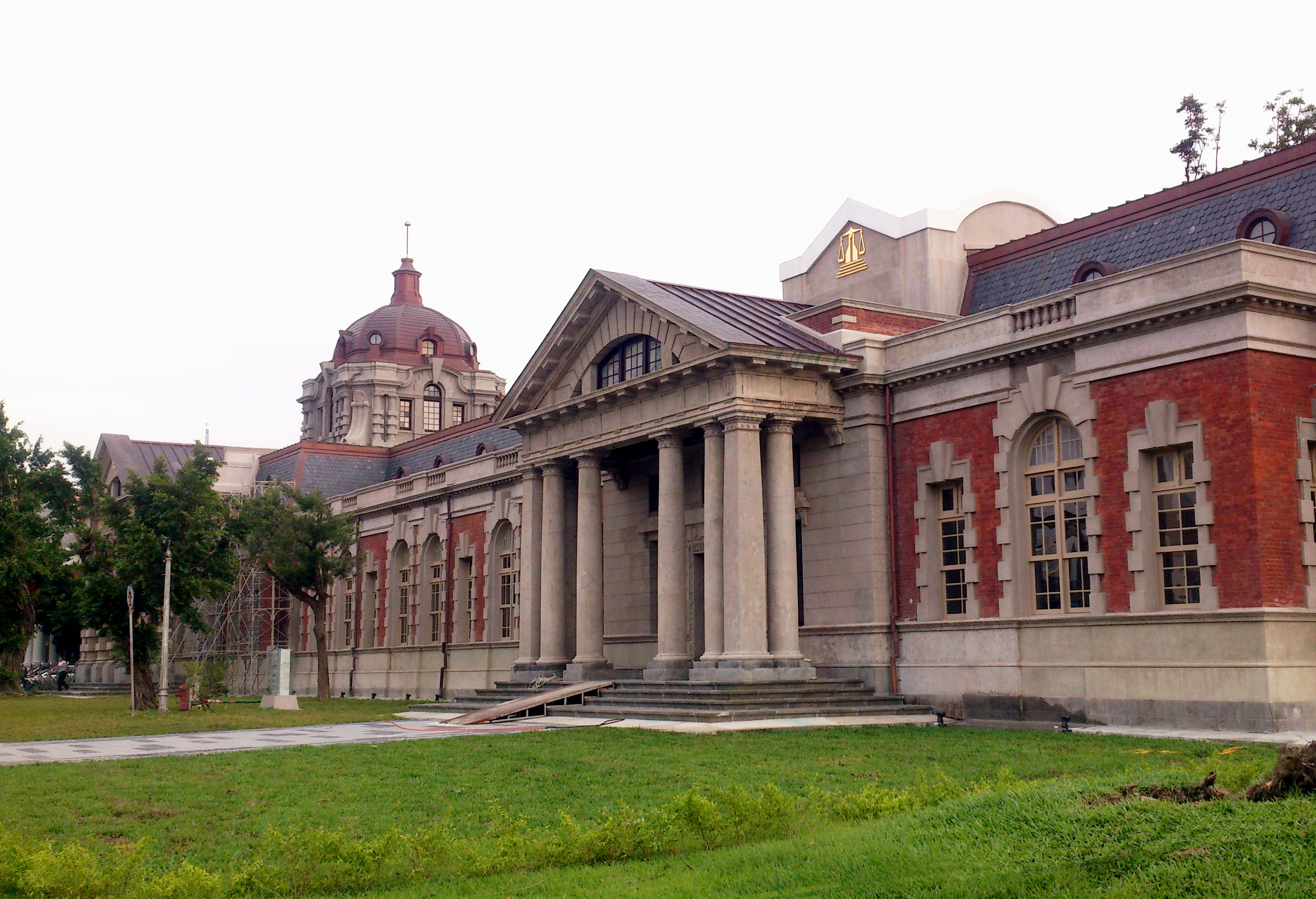
整修後的原臺南地方法院，現規劃為司法博物館。

本院轄區人口目前為1,867,554人（2021年8月），是中華民國所轄人口第4多的地方法院，僅次於新北、臺中、桃園地方法院。
地方法院舊址係建於明鄭、清代時之馬兵營。此地同時也是史學家連橫的故居，今立兩碑「馬兵營遺址」、「史家連雅堂馬兵營故址」以為紀念。該院舍建築是由森山松之助設計，目前列為國家二級古蹟。正對面則為公十一停車場，即昔日臺南神社所在地。後方則為臺灣臺南監獄（日治稱臺南刑務所）舊址，今改為新光三越西門店及大億麗緻酒店。
國定古蹟臺南地方法院與今總統府、國立臺灣博物館譽為日治臺灣三大建築。外觀採用西洋建築中較為尊貴、高級的圓頂式建築。主、次兩個出入口，分別有圓頂塔樓及方形高塔構成不對稱平衡。然高塔於1969年因龜裂、有倒塌之虞而拆除。
2001年法院喬遷後，目前各級法院僅有台灣高等法院院本部所在地之司法大廈為國定古蹟。

## 曾經審理之重大案件
- 西來庵事件－1915年8月25日，發動西來庵事件的余清芳即在本院舊址受審，該案也是日治時期最大的司法審判案件之一，亦使臺南地方法院及其建築聲名大噪。惟須辨明者，該案之審判僅係使用當時本院之法庭為審理處所，審判名義機關實為當時因緊急時期而成立並以第一審為終審之臨時法院，並非以台南地方法院之名義判決。
- 張錫銘連續擄人勒贖案
- 新化母子命案
- 2006年梅嶺遊覽車事故
- 曾文欽隨機殺人事件
- 帝王飯店縱火案

## 外部連結
- 台南地方法院首頁 （页面存档备份，存于）（中文）（英文）
- 司法博物館首頁 （页面存档备份，存于）